# Allegro de concert
Allegro de concert, op. 46 in La maggiore è un brano per pianoforte del compositore polacco Fryderyk Chopin, scritto fra il 1830 e il 1833 e pubblicato nel novembre 1841.
Il brano è costituito da un solo movimento e richiede circa 11-15 minuti per l'esecuzione. I temi principali sono audaci ed espressivi. Ha un posto curioso nel repertorio di Chopin e, mentre la sua storia è oscura, l'evidenza sostiene la visione, condivisa da Robert Schumann e altri, che iniziò come il primo movimento del progetto di un terzo concerto per pianoforte, di cui le parti orchestrali sono ora inesistenti o non sono mai state scritte. Non ci sono prove che Chopin abbia mai nemmeno iniziato a lavorare agli ultimi movimenti di questo concerto.

## Storia
Chopin compose i suoi due concerti per pianoforte tra il 1829 e il 1830. Nel dicembre 1830 scrisse che stava pianificando un concerto per due pianoforti e orchestra e lo avrebbe dovuto suonare con il suo amico Tomasz Napoleon Nidecki nella primavera del 1831 se fosse riuscito a finirlo. Ci lavorò per alcuni mesi, ma ebbe difficoltà e questo lavoro non giunse mai a compimento sebbene lo avesse ripreso nel 1833; potrebbe tuttavia averne utilizzato le idee musicali in lavori successivi.
Ci sono anche prove che Chopin abbia iniziato a lavorare su un terzo concerto per pianoforte e orchestra. John Rink cita una lettera inedita di Chopin, datata 10 settembre 1841, che offre a Breitkopf & Härtel un Allegro maestoso (du 3me Concerto) pour piano seul per 1.000 franchi. Nel novembre 1841 Schlesinger pubblicò l'Allegro de concert, che ha un'indicazione di tempo Allegro maestoso e anche Breitkopf & Härtel lo pubblicarono nel dicembre dello stesso anno. L'opera ha le caratteristiche generali del movimento di apertura di un concerto tipico di quel periodo. Contiene una lunga introduzione, con la sezione corrispondente all'assolo di pianoforte originale che inizia alla battuta 87. Sembra chiaro che l'Allegro maestoso di cui Chopin faceva cenno nella sua lettera, era il brano pubblicato due mesi dopo come Allegro de concert Op. 46.
Le prime note del pezzo furono abbozzate intorno al 1830, ma non è noto quando il resto del pezzo fu scritto; probabilmente ripreso nel 1833, ebbe una versione definitiva nel 1841 quando venne pubblicato. Chopin lo dedicò a Friederike Müller (1816–1895), una delle sue allieve preferite, che studiò con lui per 18 mesi (1839–1841). Franz Liszt diede al pezzo la denominazione di "Mademoiselle opus quarante-six" ("quarantasei", il numero d'opera della composizione, in francese).

## Accoglienza
L'Allegro de concert include alcuni accorgimenti che riflettono una tecnica più virtuosica di quella richiesta dalla maggior parte delle sue altre opere. Tra le difficoltà tecniche ci sono fitte trame musicali, un lavoro delle dita complesso e leggero, enormi salti degli accordi della mano sinistra, trilli e scale in doppie note e ottave difficili. Per questo motivo è considerato uno dei pezzi più difficili di Chopin, ma indipendentemente da questa sfida, alcuni pianisti e critici lo trovano poco convincente. Ha ricevuto relativamente poca attenzione in sala da concerto o nelle incisioni e non è particolarmente noto agli amanti della musica. Coloro che lo hanno inciso comprendono Claudio Arrau, Nikolai Demidenko, Garrick Ohlsson, Nikita Magaloff, Vladimir Ashkenazy e Roger Woodward. Tuttavia lo stesso Chopin sembrava esserne molto orgoglioso. Disse ad Aleksander Hoffmann: "Questo è il primo pezzo che suonerò nel mio primo concerto al ritorno a casa in una Varsavia libera".
Chopin non tornò mai a Varsavia, ed è forse per questo motivo che non lo eseguì mai in pubblico. In effetti, non sembra esserci alcuna testimonianza della sua prima esecuzione pubblica. Parecchi anni dopo Claude Debussy lo suonò al Conservatorio di Parigi nel luglio del 1879. L'opera ricevette una delle sue rare esibizioni pubbliche alla Queen Elizabeth Hall nei primi anni '80 come opera di apertura per un recital del pianista britannico Mark Latimer che si concluse con la sola seconda esecuzione londinese dell'altrettanto impegnativo Concerto per pianoforte solo di Alkan.

## Trascrizioni
Sono stati fatti alcuni tentativi per trascrivere l'Allegro de concert per pianoforte e orchestra come probabilmente era stato inteso in origine da Chopin. Jean Louis Nicodé ne ha prodotto due versioni, una per due pianoforti e una successiva per pianoforte e orchestra, ma ha aggiunto varie parti di sua creazione, pari a 70 battute di musica nuova (una sezione di sviluppo dopo la battuta 205, una terza tutti, ecc.). Ha anche "rinforzato" la parte di pianoforte verso la fine. Questa versione è stata suonata per la prima volta dalla pianista olandese Marie Geselschap a New York City, con un'orchestra diretta da Anton Seidl.
All'inizio degli anni '30 Kazimierz Wiłkomirski fece un'altra orchestrazione fedele allo spartito pubblicato da Chopin. La prima registrazione mondiale di questa versione è stata di Michael Ponti con la Konzerthausorchester Berlin diretta da Völker Schmidt-Gertenbach.
Il pianista australiano Alan Kogosowski è andato oltre. Oltre a ristrutturare e ampliare la musica di Chopin per l'Allegro de concert in un nuovo arrangiamento per pianoforte e orchestra, ha anche adattato per pianoforte e orchestra il Notturno n. 20 in Do diesis minore "Lento con gran espressione" e il Boléro, op. 19. Kogosowski li mise insieme come un lavoro in tre movimenti e lo eseguì con il titolo fuorviante di Concerto per pianoforte n. 3 in La maggiore di Chopin l'8 ottobre 1999, con l'Orchestra Sinfonica di Detroit diretta da Neeme Järvi.
Il pianista austriaco Ingolf Wunder l'ha orchestrato e registrato con l'Orchestra Filarmonica di Varsavia nel 2015 per la Deutsche Grammophon.